# Naher Osten

Abgrenzung des Nahen Ostens

Der Nahe Osten ist eine geographische Bezeichnung, die heute im Allgemeinen für arabische Staaten Vorderasiens und Israel benutzt wird. Insbesondere die Region des Fruchtbaren Halbmondes und die Arabische Halbinsel gehören zum Nahen Osten. Häufig werden außerdem Zypern, die Türkei (teilweise nur Anatolien), Ägypten (das hauptsächlich in Nordafrika liegt) und Iran dazugezählt.
Historisch bezeichnete der Begriff „Naher Osten“ seit dem 19. Jahrhundert das Gebiet des Osmanischen Reiches außerhalb Europas.
Der deutsche Begriff Naher Osten überschneidet sich mit dem englischen Begriff Middle East, ist aber nicht mit ihm gleichzusetzen.

## Begriff

Historische Bedeutung von „Naher Osten“: Gebiete des Osmanischen Reiches außerhalb Europas von 1830 bis 1920

Der Begriff Naher Osten ist von einer europäischen Perspektive geprägt, die auf die des Römischen Reiches zurückgeht. Nach der endgültigen Reichsteilung von 395 n. Chr. entstanden das Weströmische Reich (Imperium Romanum Occidentalis) und das Oströmische Reich (Imperium Romanum Orientalis). Nach dem Ende des Weströmischen Reiches etwa um 476 n. Chr. vererbte sich der Titel „Kaiser des Abendlandes“ (occidentalis) in das Reich Karls des Großen, das spätere „Heilige Römische Reich“, wohingegen der oströmische Kaiser den Nebentitel „Kaiser des Morgenlandes“ (orientalis) trug. Es handelte sich daher um ein Rom-zentriertes Weltbild, das in den Gebieten der römischen Nachfolgestaaten in Europa sowie im islamischen Reich übernommen wurde Aus dieser Sicht liegen die Länder des Nahen Ostens im „Osten“, wodurch weitreichende Überlappungen mit den Begriffen „Vorderasien“, „Orient“ und „Vorderer Orient“ bestehen.

### Naher und Mittlerer Osten
Im Deutschen wird zwischen dem Nahen Osten, dem Mittleren Osten (Südasien, Afghanistan und oft auch Iran) und dem Fernen Osten (Ost- und Südostasien) unterschieden. Verwirrung stiftet manchmal, dass die Region des Nahen Ostens im Englischen als Middle East und in vielen nahöstlichen Sprachen entsprechend übersetzt als „Mittlerer Osten“ bezeichnet wird, darunter arabisch الشرق الأوسط asch-scharq al-awsat, DMG aš-šarq al-ausaṭ, hebräisch המזרח התיכון haMizrach haTichon, türkisch Orta Doğu, kurdisch rojhilata navîn und persisch خاور میانه, DMG ḫāwar-e miyāne.
Die G8-Definition von Middle East bezieht sogar das gesamte Nordafrika (Mittelmeeranrainerstaaten) mit ein.
Im Englischen existiert neben Middle East auch der Begriff Near East („Naher Osten“), der ursprünglich dem historischen Nahost-Begriff entsprach. Der britische Begriff Near East wurde ab etwa 1850 bis zum Ende des Osmanenreiches für den Balkan und das Osmanische Reich ohne Iran benutzt. Middle East bezeichnete damals das Gebiet von Iran über Afghanistan und den Kaukasus bis nach Zentralasien. Wenn der Begriff „Near East“ heute noch verwendet wird, dann in nicht genau festgelegter Bedeutung. Viele benutzen ihn synonym mit „Middle East“, das amerikanische Wörterbuch Merriam Webster definiert ihn als die Länder in Südwestasien und Nordostafrika von Libyen bis Afghanistan, und Archäologen, Geographen und Historiker verstehen darunter vor allem Anatolien, die Levante und Mesopotamien.

### Orient, Vorderer Orient
In einem eher religiös-kulturellen Sinne wird meist Orient oder Morgenland für das Gebiet des Mittleren und Nahen Ostens im politischen oder geographischen Sinne verwendet; der Vordere Orient ist dabei unscharf entsprechend der Nahe Osten. Die Welt des Orients beschäftigte viele europäische Dichter und Schriftsteller, siehe zum Beispiel Johann Wolfgang von Goethes West-östlicher Divan, Hermann Hesses Roman Die Morgenlandfahrt oder die abenteuerlichen Orient-Erzählungen des Hermann von Pückler-Muskau, die Bestseller waren und zur Erzählfigur des Münchhausen führten. Der Orient ist kultur- und sittengeschichtlich eine Ansammlung von gegenteiligen Zuschreibungen und fantastischen Vorstellungen im Spiegelbild westlicher Kultur. Man kann sagen, dass der Orient in diesem religiös-kulturgeschichtlichen Sinne das ist, was der Okzident, das Abendland, nicht ist.

## Überblick über Staaten, Gebiete und Regionen
| Staat, mit Flagge                                            | Fläche (km²)                                                                    | Einwohnerzahl 2023    | Bevölkerungsdichte (pro km²) 2023 | Hauptstadt           | BIP 2016                                                    | BIP pro Kopf 2016    | Währung              | Regierungssystem                      | Amtssprache          | Wappen               |
| Arabische Halbinsel:                                         | Arabische Halbinsel:                                                            | Arabische Halbinsel:  | Arabische Halbinsel:              | Arabische Halbinsel: | Arabische Halbinsel:                                        | Arabische Halbinsel: | Arabische Halbinsel: | Arabische Halbinsel:                  | Arabische Halbinsel: | Arabische Halbinsel: |
| ------------------------------------------------------------ | ------------------------------------------------------------------------------- | --------------------- | --------------------------------- | -------------------- | ----------------------------------------------------------- | -------------------- | -------------------- | ------------------------------------- | -------------------- | -------------------- |
| Kuwait                                                       | 17.820                                                                          | 4.310.110             | 242                               | Kuwait               | $136 Milliarden                                             | $26.000              | Kuwait-Dinar         | Konstitutionelle Monarchie            | Arabisch             |                      |
| Bahrain                                                      | 665                                                                             | 1.485.510             | 2.234                             | Manama               | $32 Milliarden                                              | $24.100              | Bahrain-Dinar        | Konstitutionelle Monarchie            | Arabisch             |                      |
| Oman                                                         | 212.460                                                                         | 4.644.380             | 22                                | Maskat               | $63 Milliarden                                              | $16.000              | Omani Rial           | Absolute Monarchie                    | Arabisch             |                      |
| Katar                                                        | 11.437                                                                          | 2.716.390             | 238                               | Doha                 | $167 Milliarden                                             | $60.700              | Katar-Riyal          | Absolute Monarchie                    | Arabisch             |                      |
| Saudi-Arabien                                                | 1.960.582                                                                       | 36.947.030            | 19                                | Riad                 | $640 Milliarden                                             | $20.100              | Saudi-Riyal          | Absolute Monarchie                    | Arabisch             |                      |
| Vereinigte Arabische Emirate                                 | 82.880                                                                          | 9.516.870             | 115                               | Abu Dhabi            | $371 Milliarden                                             | $37.700              | VAE-Dirham           | Föderale Konstitutionelle Monarchie   | Arabisch             |                      |
| Jemen                                                        | 527.970                                                                         | 34.449.820            | 65                                | Sanaa                | $27 Milliarden                                              | $1.000               | Jemen-Rial           | Republik                              | Arabisch             |                      |
| Levante:                                                     |                                                                                 |                       |                                   |                      |                                                             |                      |                      |                                       |                      |                      |
| Israel                                                       | 20.770, davon Negev-Wüste: 12.000 (≈ 60 %) Einschließlich Golanhöhen 22.072 km² | 9.756.700             | 442                               | Jerusalem            | $318 Milliarden                                             | $37.200              | Neuer Schekel        | Parlamentarische Republik             | Hebräisch            |                      |
| Palästina Gazastreifen                                       | 360                                                                             | 2.141.643             | 5.949                             | Gaza                 |                                                             |                      | Neuer Schekel        |                                       | Arabisch             |                      |
| Palästina Bezirke Westjordanland                             | 5.860                                                                           | 3.243.369             | 553                               | Ramallah             |                                                             |                      | Neuer Schekel        |                                       | Arabisch, Hebräisch  |                      |
| Jordanien                                                    | 92.300                                                                          | 11.337.050            | 123                               | Amman                | $39 Milliarden                                              | $5.500               | Jordanischer Dinar   | Konstitutionelle Monarchie            | Arabisch             |                      |
| Libanon                                                      | 10.452                                                                          | 5.353.930             | 512                               | Beirut               | $52 Milliarden                                              | $11.300              | Libanesisches Pfund  | Republik                              | Arabisch             |                      |
| Syrien                                                       | 185.180                                                                         | 23.227.010            | 125                               | Damaskus             |                                                             |                      | Syrisches Pfund      | Präsidialrepublik                     | Arabisch             |                      |
| Nordafrika:                                                  |                                                                                 |                       |                                   |                      |                                                             |                      |                      |                                       |                      |                      |
| Ägypten                                                      | 1.001.449                                                                       | 112.716.600           | 113                               | Kairo                | $332 Milliarden                                             | $3.700               | Ägyptisches Pfund    | Präsidialrepublik                     | Arabisch             |                      |
| Weitere:                                                     |                                                                                 |                       |                                   |                      |                                                             |                      |                      |                                       |                      |                      |
| Iran                                                         | 1.648.195                                                                       | 89.172.770            | 54                                | Teheran              | $377 Milliarden                                             | $4.700               | Iranischer Rial      | Islamische Republik                   | Persisch             |                      |
| Türkei                                                       | 783.562                                                                         | 85.326.000            | 109                               | Ankara               | $857 Milliarden                                             | $10.700              | Türkische Lira       | Präsidialrepublik                     | Türkisch             |                      |
| Irak                                                         | 437.072                                                                         | 45.504.560            | 104                               | Bagdad               | $167 Milliarden                                             | $4.600               | Irakischer Dinar     | Parlamentarische Republik (im Aufbau) | Arabisch, Kurdisch   |                      |
| Insgesamt                                                    |                                                                                 |                       |                                   |                      |                                                             |                      |                      |                                       |                      |                      |
| Arabische Halbinsel, Levante, Nordafrika, Iran, Türkei, Irak | 6.999.014 km²                                                                   | 481.849.742 Einwohner | 68,85 Pers. pro km²               | –                    | $3.578 Milliarden (BIP von 2016, ohne Syrien und Palästina) |                      | –                    | –                                     | –                    | –                    |

Belege